# Tjeldnes
Tjeldnes est une localité du comté de Nordland, en Norvège.

## Géographie
Administrativement, Tjeldnes fait partie de la kommune de Tjeldsund.